# Bingen (Washington)
Pour les articles homonymes, voir Bingen.
 (décembre 2019).
Si vous disposez d'ouvrages ou d'articles de référence ou si vous connaissez des sites web de qualité traitant du thème abordé ici, merci de compléter l'article en donnant les références utiles à sa vérifiabilité et en les liant à la section « Notes et références ».
Bingen est une ville du comté de Klickitat, dans l'État de Washington aux États-Unis. Sa population était de 712 habitants au recensement de 2010, soit une augmentation de 6 % par rapport au recensement de 2000.

## Histoire
Bingen fut fondée en 1892 par P.J. Suksdorf, et a été baptisée selon la ville de Bingen am Rhein, en Allemagne. Elle a été officiellement incorporée le 18 avril 1924.
Le nom de la ville est prononcé /ˈbɪndʒən/, malgré le fait que le nom de la ville allemande qui lui a donné son nom se prononce /ˈbɪŋən/.

## Géographie
Selon le bureau du recensement des États-Unis, la ville a une surface totale de 1,81 km2, dont 1,61 km2 de terre et 0,21 km2 d'eau.

## Démographie

### Recensement de 2000
Selon le recensement de 2000, 672 habitants, 286 ménages, et 157 familles résidaient dans la ville. La densité de population était de 399,2 habitants par km2. Il y avait 327 logements à une densité moyenne de 194,2 par km2. La population de la ville était composée des ethnies suivantes : 72,62 % de blancs, 0,30 % d'afro-américains, 3,72 % d'amérindiens, 0,74 % d'asiatiques, 17,56 % d'autres ethnies, et 5,06 % de deux ethnies différentes ou plus. Les Hispaniques et Latinos formaient 25,30 % de la population.
Il y avait 286 ménages parmi lesquels 34,3 % avaient des enfants sous l'âge de 18 ans vivant avec eux, 36,4 % étaient des couples mariés vivant ensemble, 12,9 % avaient une femme comme propriétaire sans conjoint présent, et 45,1 % n'étaient pas des familles. 37,4 % de tous les ménages n'étaient composés que d'une seule personne et 7,7 % étaient composés d'une personne de 65 ans ou plus vivant seule. Un ménage moyen était composé de 2,33 personnes et une famille moyenne était composée de 3,18 personnes.

### Recensement de 2010
Selon le recensement de 2010, 712 habitants, 286 ménages, et 161 familles résidaient dans la ville. La densité de population était de 443,4 habitants par km2. Il y avait 313 logements à une densité moyenne de 194,9 par km2. La population de la ville était composée des ethnies suivantes : 72,2 % de blancs, 0,3 % d'afro-américains, 1,3 % d'amérindiens, 0,3 % d'asiatiques, 0,1 % d'insulaires du Pacifique, 19,0 % d'autres ethnies, et 6,9 % de deux ethnies différentes ou plus. Les Hispaniques et Latinos formaient 28,1 % de la population.
Il y avait 286 ménages parmi lesquels 35,3 % avaient des enfants sous l'âge de 18 ans vivant avec eux, 37,1 % étaient des couples mariés vivant ensemble, 11,5 % avaient une femme comme propriétaire sans conjoint présent, 7,7 % avaient un homme comme propriétaire sans conjointe présente, et 43,7 % n'étaient pas des familles. 34,3 % de tous les ménages n'étaient composés que d'une seule personne et 5,9 % étaient composés d'une personne de 65 ans ou plus vivant seule. Un ménage moyen était composé de 2,46 personnes et une famille moyenne était composée de 3,15 personnes.
L'âge médian de la ville était de 35,2 ans. 26,3 % des résidents avaient moins de 18 ans ; 8 % avaient entre 18 et 24 ans ; 31,9 % avaient entre 25 et 44 ans ; 24,8 % avaient entre 45 et 64 ans ; et 9 % avaient 65 ans ou plus. La ville était composée de 53,8 % d'hommes et de 46,2 % de femmes.